# Drążeń
Drążeń – wieś w Polsce położona w województwie wielkopolskim, w powiecie konińskim, w gminie Krzymów.
W latach 1975–1998 miejscowość administracyjnie należała do województwa konińskiego.